# Carl Heimbürger
Carl Johann Heimbürger (ur. 16 czerwca?/28 czerwca 1874 w Pokutyńcach na Podolu, zm. 11 stycznia 1952 w Boltenhagen) – rosyjski, fiński i gdański biznesmen oraz fiński urzędnik konsularny.
Narodowości niemieckiej. Urodził się w rodzinie Konstantyna Heimbürgera (1842–1915), właściciela ziemskiego w Pokutyńcach (od około 1870). Był biznesmenem w Petersburgu, Terijoki w ówczesnej Finlandii (1918-), i Gdańsku, w którym był dyrektorem generalnym firmy John Jurminen GmbH, i gdzie pełnił też funkcję konsula Finlandii (1923–1926). Podstawą wydania decyzji o zakończeniu przez niego misji konsularnej w Gdańsku było oskarżenie go w 1926 przez firmę Europe American Trading Co. o zdefraudowanie kwoty 13 0000 dolarów. Podczas II wojny światowej przeniósł się do Boltenhagen w NRD, gdzie zmarł.